# لوه‌سر
لوه‌سر (به لاتین: Lüvəsər) یک منطقهٔ مسکونی در جمهوری آذربایجان است که در شهرستان لنکران واقع شده‌است. لوه‌سر ۱٬۱۲۱ نفر جمعیت دارد.

## ریشه واژه
معنی این آبادی در زبان تالشی طرف دیگر رودخانه است.